# Karta Bogoty
Karta Bogoty (ang. Charter of the Organization of American States, fr. Charte de l'Organisation des États américains, hiszp. Carta de la Organización de los Estados Americanos, port. Carta da Organização dos Estados Americanos) – umowa międzynarodowa tworząca Organizację Państw Amerykańskich podpisana 30 kwietnia 1948 w Bogocie. Weszła w życie 13 grudnia w 1951 r. z chwilą złożenia dokumentów ratyfikacyjnych przez dwie trzecie sygnatariuszy, zarejestrowana przez Sekretariat ONZ 16 stycznia 1952 r. Zawarta na czas nieokreślony z możliwością wystąpienia po upływie 2 lat od powiadomienia depozytariusza, którym jest Sekretariat Generalny (art. 143) z siedzibą w Waszyngtonie (art. 121). Sekretarza Generalnego wybiera Zgromadzenie stron na 5-letnią kadencję (art. 108).